# محمد عمر خليل
محمد عمر خليل فنان تشكيلي سوداني ولد عام 1936 بمدينة بورتسودان. يعد محمد عمر أحد الأسماء العالمية المهمة في مجال الحفر. تخرج من جامعة الخرطوم كلية الفنون الجميلة 1959.
درس الفن في السودان وإيطاليا- فلورنس ودرّس في جامعة نيويورك وجامعة كولومبيا، ساهم في العديد من المعارض الدولية وحصل علي العديد من الجوائز الدولية.

## مسيرته المهنية
فور انتهائه من دراسته الجامعية سافر إلى فلورانسا إيطاليا للدراسة في أكاديمية الفنون الجميلة (1963-1966). أسس مشروع موسم أصيلة للحفارين عام 1978 بمدينة أصيلة المغربية والتي تقيم ورشة للرسم الحفري الطباعي. عمل بالتدريس في عدد من المدارس والمعاهد والجامعات منذ تخرجه في عام 1959. ارتحل الي نيوورك وقرر الاقامة فيها عام1971.

## نشاطه المهني
- معرض جسر بين عالمين والذي أقامه في البحرين عام 2012
- أقام عددًا من المعارض في نيويورك في متاحف متروبوليتان ومتحف بروكلين.
- معرض بقاعة أجيال في بيروت عام 2006.[2]
- أقام معرضا في مدينه جدة لمجموعته الموسومة هارلم.
- أقام معرض النيل نهرا للتواصل الإبداعي في قاع المسار بالزمالك يوم الأحد 17 مايو 2015- مصر.

## جوائز
فاز محمد عمر خليل بجائزة النيل للمبدعين العرب في يونيو 2020.

## عن اعماله
ضم معرضه "نهرا للتواصل الإبداعي" مجموعه من الأعمال التي تحتوي على مشاهد لأم كلثوم على مسارح السودان وجمال عبد الناصر وغيرها من المشاهد الفنية والسياسية المختلفة.
في مجموعته "سالو" التي تعرض عدد من اللوحات للسودان قبل أن ينقسم إلى شمال وجنوب "سالو" وتعني بالسودانية فرع الشجرة العتيقة عندما يذبل ويسقط تاركاً الشجرة الأم وتحتوي هذه المجموعة مشاهد من قصاصات الوثائق وأقمشة ومعادن تشير إلى تاريخ السودان الفني والأدبي والسياسي من خلال مشاهد لرموز الفن والسياسة في بلاده.